# Liste der Naturdenkmale in Königheim
| Naturdenkmale | Anzahl |
| ------------- | ------ |
| FND           | 9      |
| END           | 5      |
| Gesamt        | 14     |

Die Liste der Naturdenkmale in Königheim nennt die verordneten Naturdenkmale (ND) der im baden-württembergischen Main-Tauber-Kreis liegenden Gemeinde Königheim und deren Ortsteile (Königheim mit dem Weiler Weikerstetten, Brehmen, Gissigheim mit dem Dorf Gissigheim, dem Weiler Hof Esselbrunn und den Häusern Kettenmühle, Öl- und Sägmühle und Untere Mühle und Pülfringen mit dem Dorf Pülfringen und den Weilern Hof Birkenfeld und Hof Hoffeld).
In Königheim gibt es insgesamt vierzehn als Naturdenkmal geschützte Objekte, davon neun flächenhafte Naturdenkmale (FND) und fünf Einzelgebilde-Naturdenkmale (END).
Stand: 1. November 2016.

## Flächenhafte Naturdenkmale (FND)
| Name                                                               | Bild | Kennung     | Einzelheiten | Position | Fläche Hektar | Datum         |
| ------------------------------------------------------------------ | ---- | ----------- | ------------ | -------- | ------------- | ------------- |
| Feuchtbiotop Gelbrunn Gemeindewald Distr. II Gelbrunn              | BW   | 81280610008 | Königheim    | ⊙        | 0,2           | 10. März 1992 |
| Feuchtgebiet an der Keltenschanze Gemeindewald Distr. II, Gelbrunn |      | 81280610009 | Königheim    | ⊙        | 0,1           | 10. März 1992 |
| Pflanzenstandort Adell                                             | BW   | 81280610013 | Königheim    | ⊙        | 0,6           | 10. März 1992 |
| Quelle Adell                                                       | BW   | 81280610006 | Königheim    | ⊙        | 0,0           | 21. Dez. 1981 |
| Quelle Sallebrünnlein                                              | BW   | 81280610005 | Königheim    | ⊙        | 0,0           | 21. Dez. 1981 |
| Trockenbiotop Behrenbusch                                          |      | 81280610012 | Königheim    | ⊙        | 0,9           | 10. März 1992 |
| Trockenrasen u. Feldgehölz Gießberg (Gießweinberg)                 | BW   | 81280610014 | Königheim    | ⊙        | 0,9           | 10. März 1992 |
| Trockenstandort Eßlisgrund                                         | BW   | 81280610007 | Königheim    | ⊙        | 0,3           | 10. März 1992 |
| Wacholderheide am Hardheimer Graben                                | BW   | 81280610010 | Königheim    | ⊙        | 1,4           | 10. März 1992 |
| Legende für Naturdenkmal                                           |      |             |              |          |               |               |

## Einzelgebilde-Naturdenkmale (END)
| Name                          | Bild | Kennung     | Einzelheiten | Position | Fläche Hektar | Datum         |
| ----------------------------- | ---- | ----------- | ------------ | -------- | ------------- | ------------- |
| 1 Birnbaum Kirchberg          | BW   | 81280610002 | Königheim    | ⊙        | 0,0           | 21. Dez. 1981 |
| 1 Linde Hohe Bild             |      | 81280610003 | Königheim    | ⊙        | 0,0           | 21. Dez. 1981 |
| 1 Mostbirnbaum „Kühboden“     | BW   | 81280610011 | Königheim    | ⊙        | 0,0           | 10. März 1992 |
| 2 Linden Schaftrieb           | BW   | 81280610001 | Königheim    | ⊙        | 0,0           | 21. Dez. 1981 |
| 3 Linden Schweinberger Straße |      | 81280610004 | Königheim    | ⊙        | 0,0           | 21. Dez. 1981 |
| Legende für Naturdenkmal      |      |             |              |          |               |               |